# Homorthodes
Homorthodes is een geslacht van vlinders van de familie Uilen (Noctuidae), uit de onderfamilie Hadeninae.

## Soorten
- H. carneola McDunnough, 1943
- H. communis (Dyar, 1904)
- H. discreta Barnes & McDunnough, 1916
- H. dubia Barnes & McDunnough, 1912
- H. flosca Smith, 1906
- H. fractura Smith, 1906
- H. furfurata Grote, 1874
- H. gigantoides Barnes & McDunnough, 1912
- H. hanhami Barnes & McDunnough, 1911
- H. mania Strecker, 1899
- H. perturba McDunnough, 1943
- H. rectiflava Smith, 1908
- H. reliqua Smith, 1899
- H. rubritincta McDunnough, 1943